# Eugen Greiß
Eugen Greiß (* 2. Februar 1856 in Frankfurt am Main; † 13. März 1925 ebenda) war ein deutscher Architekt und Bauunternehmer.
Eugen Greiß war der Sohn des Frankfurter Architekturzeichners Gustav Greiß (1825–1896), sein jüngerer Bruder war der Architekt Otto Greiß (1876–1945). Er studierte von 1874 bis 1877 Architektur am Stuttgarter Polytechnikum bei Konrad Dollinger, Christian Friedrich von Leins und Alexander von Tritschler. Danach kehrte Greiß nach Frankfurt zurück, wo er sich 1883 als Architekt und Bauunternehmer selbstständig machte. Sein Baugeschäft galt seinerzeit als eines der bedeutendsten der Stadt. Er war maßgeblich an der Bebauung des Bahnhofsviertels beteiligt, Schätzungen zufolge stammt ein Zwanzigstel der Gebäude von ihm, darunter der Drei-Kaiser-Bau, der sogar prämiert wurde.
Sein Schwerpunkt lag auf der Errichtung repräsentativer und palastartiger Wohn- sowie Geschäftsbauten im Stil des Neobarock und der Neorenaissance. Außerdem plante und baute er Mietshäuser und Industrieanlagen. Weitere Bauten entstanden in Aachen (Geschäftshaus am Theaterplatz), Alsfeld (Saalbau Zum Deutschen Kaiser), Bad Homburg vor der Höhe und Kassel.
Sein Sohn Friedrich Viktor (* 18. März 1873 in Frankfurt am Main; † 19. August 1916 in Russland gefallen) war ebenfalls Architekt. 